# Aeroportul Sesheke
Aeroportul Sesheke (IATA: SJQ, ICAO: FLSS) este un aeroport din Provincia de Vest, Zambia ce deservește zona Sesheke. A fost numit după zona deservită.
Situat la o altitudine de 1.027 m, aeroportul dispune de o singură pistă.